# Nosaltres, els valencians

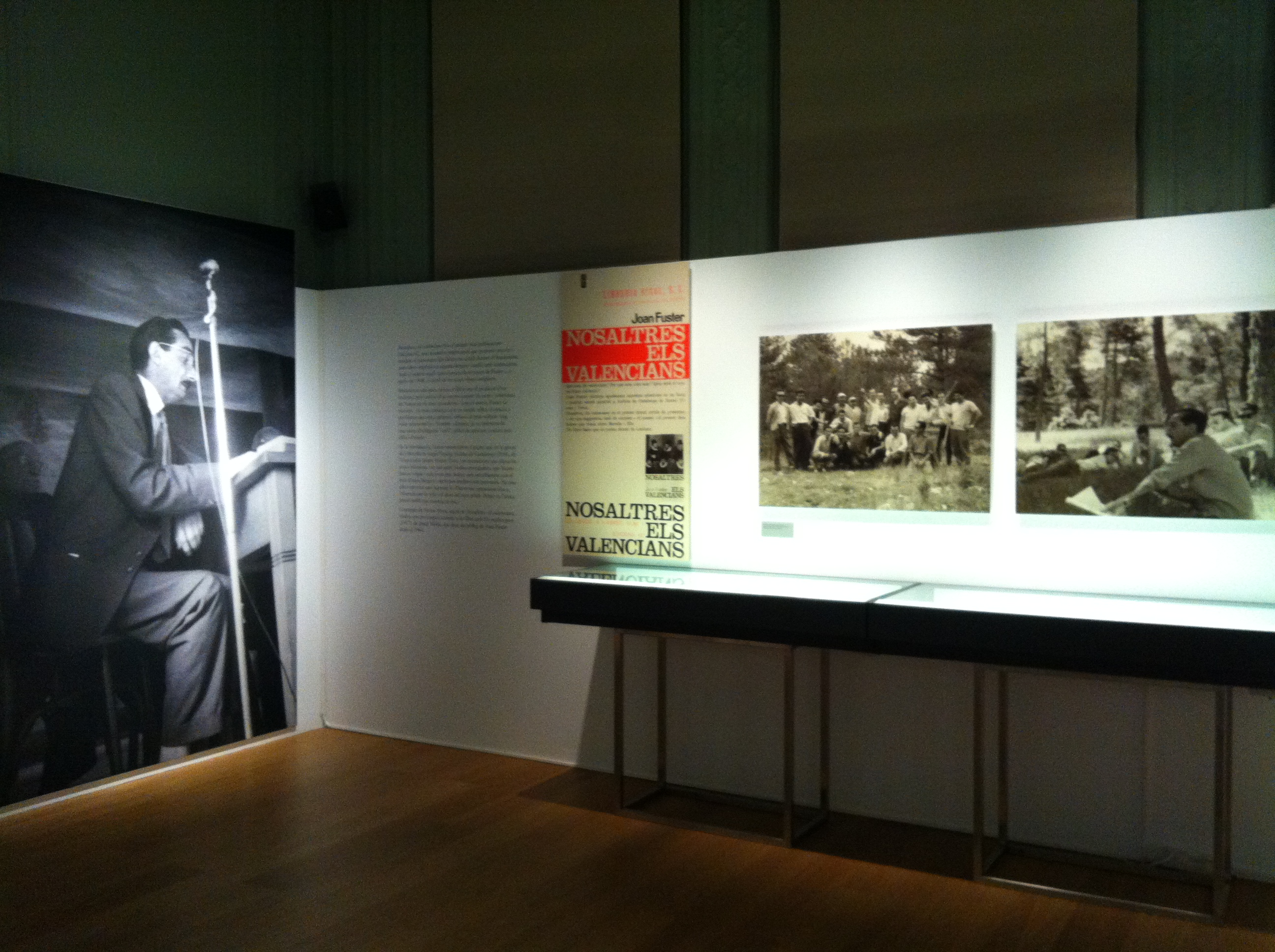
Exposition à Barcelone en 2012, à l’occasion du 50ème anniversaire de la publication de Nosaltres, els valencians.

Nosaltres, els valencians (en catalan ; « Nous, les Valenciens ») est un essai influent de l'intellectuel valencien Joan Fuster, ; publié en 1962, il s'agit de son premier travail en tant qu'historien.

## Présentation

### Généralités
Nosaltres, els valencians est le premier livre publié par Edicions 62, le principal éditeur catalan fondé durant le franquisme. En 2009, le livre avait connu une vingtaine de rééditions et a été traduit en castillan. Un an après sa parution il reçut le prix Lletra d'Or.
Fuster, paraphrasant Jaume Vicens i Vives, affirmait que, n'ayant jamais trouvé de réflexion réellement sérieuse sur l'identité des Valenciens, il se considérait comme obligé de la déchiffrer. Il marque une rupture avec le valencianisme antérieur, le considérant « provincial » et « succursaliste », mais aussi avec les travaux historiques et sociologiques précédents, qu'il accusait de souffrir d'une « déplorable » et « irrespectueuse myopie ». Fuster prétendait que la connaissance des Valenciens en tant que peuple par eux-mêmes, objectif poursuivi par le livre, constituerait un remède contre leurs « maladies collectives », une tentative de rectifier leur « frustration historique »,.

### Place dans la production de Fuster
Fuster s'est occupé de politique, précisément des relations de pouvoir, des relations entre les peuples, et les idéologies qui en sont dérivées et qui leur sont appliquées, dès ses premiers écrits.
Le livre correspond à un thème qui parcourt une grande partie de sa production, sous forme de livres ou d'articles. Comme il dit lui-même dans le prologue d'Un país sense política (« Un pays sans politique », 1976), son œuvre est une méditation permanente sur un thème dont il ne peut se défaire, «perquè és el tema del meu poble» (« parce que c'est le thème de mon peuple »), sans préciser la relation entre le concept (historique) de peuple et le concept (moderne) de citoyenneté. Le thème de « son peuple » peut se résumer en deux propositions de réflexion pour les Valenciens : la première est de savoir qui ils sont et pourquoi ils sont comme ils sont, c'est-à-dire la réflexion sur l'identité nationale et sur l'histoire, qui trouve son expression la plus complète dans Nosaltres, els valencians (1962) ; la deuxième est de savoir où ils veulent aller et ce qu'ils doivent faire, c'est-à-dire de définir des positions politiques d'où découlent des incitations, des proclamations, des appels, des programmes ou des pamphlets.
En ce qui concerne la censure franquiste, les premières déconvenues sérieuses de Fuster avec cette institution de la dictature remontent à 1958 (à travers certaines de ses contributions dans la presse), elle se montre le plus dur avec lui entre 1962 et 1967, avec un point culminant en 1964.
Le livre fait partie, avec Qüestió de noms et El País Valenciano, de ce que les spécialistes de Fuster ont baptisé la « trilogia maleïda » (« trilogie maudite »), trois livres publiés la même année qui furent reçus comme scandaleux dans les milieux conservateurs valenciens.

### Structure
Le livre se compose de trois parties : Els fets (« Les faits », p. 25- 101 dans l'édition originale), Les indecisions (« Les indécisions », p. 105-169) et Els problemes (« Les Problèmes », 173-234).

### Idées
Dans son essai, Fuster affirme que la configuration actuelle du Pays valencien souffre depuis ses origines d'une « dualité nationale insoluble », en référence à l'existence de deux zones linguistiques, l'une hispanophone (les comarques «churras», de l'intérieur de la région, clairement minoritaires en termes d'extension géographique comme en termes de poids démographique et économique) et l'autre catalanophone, et  affirme que les territoires de langue catalane du Pays valencien n'auraient comme « futur normal » que l'incorporation à une entité suprarégionale, les dénommés « Pays catalans » (Països Catalans).
L'œuvre de Fuster imagine un pays qui correspond peu à la plupart des réalités du moment. Il le fait dans le sens complexe qu’applique au concept de communauté Benedict Anderson, qui indique que toute nation est politique, imaginée, intrinsèquement limitée et souveraine. De ce point de vue, Nosaltres, el valencians peut être interprété comme la tentative de fournir des matériaux solides qui permettant aux Valenciens de fonder des références dignes d'être partagées, en dépassant la trivialité et le folklorisme qui avaient conduit à la valenciania (« valencianie »), qui n'a pas les mêmes connotations que la valencianitat (« valencianité »). Pour Fuster, il s'agit pour les Valenciens de dépasser le « succursalisme » du territoire vis-à-vis d'une autre capitale, Madrid, celle de l'État espagnol, l'« authentique capitale », et le provincialisme espagnoliste, avec toute l'idée de « soumission » véhiculée par le terme de « province » (une existence purement administrative).

## Influence
La publication de Nosaltres, els valencians impliqua une rénovation considérable tant sur le plan de l'historiographie que du nationalisme valenciens. Ernest Lluch affirma à son sujet que ce livre « sépare l'histoire de notre préhistoire ». Avec Qüestió de noms (Edicions d'Aportació Catalana, 1962) et El País Valenciano (Ediciones Destino, 1962), il est considéré comme un « livre basique pour la connaissance de l'histoire, la culture et les problèmes d'identité du Pays valencien ». Jaume Pérez Montaner, spécialiste de l'œuvre de Fuster, soutient que « sa signification historique a été si remarquable que l'on peut parler de notre point de vue actuel d'un avant et d'un après cette œuvre, pour toute référence à la culture et à la conscience nationale du Pays valencien ».
Sous l'impulsion de Joan Fuster commence un processus de renouvellement idéologique, générationnel et politique du valencianisme, qui, contrairement au valencianisme d'avant-guerre civile et au régionalisme valencien du XIXe siècle met peu l'accent sur le statut de capitale de la ville de Valence, et plaçant même sur un second plan l'idée de polis, de civitas valencienne. Les éléments qui constituent le nouveau valencianisme et le rôle joué par les éléments centraux du discours de Fuster sont l'invention et la revendication d'un nouveau cadre national, les Pays catalans, dans lequel la langue est l'essence de la nation. 

## Critiques
Le livre a fait l'objet de critiques virulentes et viscérales, en particulier et de façon générale venant des secteurs blavéristes et espagnolistes, pour qui Fuster deviendra la figure de l'ennemi,.
Selon Juan Luis Sancho Lluna, auteur d'une thèse sur l'anticatalanisme pendant la transition valencienne :

« Nosaltres els valencians constitua le point d'inflexion pour la culture autochtone contemporaine ; une bouffée d'air frais pour cette société médiocre et provincialiste. L'œuvre de Fuster — écrite dans un langage incisif — pulvérisa le discours officiel du régime basé sur la conception historico-organiciste du «regionalismo bien entendido de la bourgeoisie collaborationniste avec la dictature, qui à ce stade avait uni son propre destin au futur du régime. »

À l'occasion du 50e anniversaire de la publication du livre, l'université de Valence (dont Fuster a été un élève et où il a enseigné dans les dernières années de sa vie) lui consacre une exposition et fait paraître un ouvrage récapitulatif sur l'œuvre, son contexte, son accueil critique et son influence, en collaboration avec diverses d'entités culturelles et universitaires valenciennes,.